# حجر زناتة

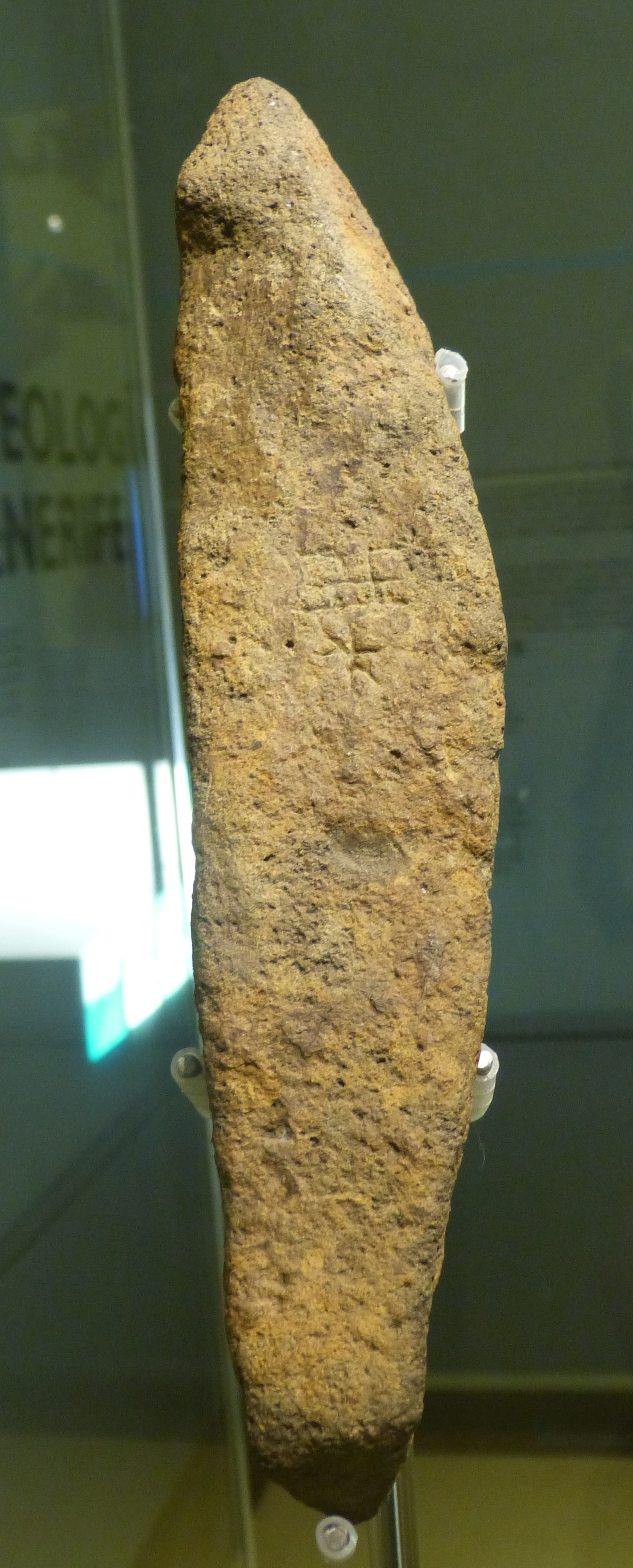
حجر زناتة ، في متحف الطبيعة والإنسان (سانتا كروز دي تينيريفي).

حجر زناتة (بالإسبانية: Piedra Zanata) هو لوح صخري صغير عليه نقوش ورسومات. يفترض أنها رسمت من طرف الغوانش وهم السكان الأصليين لجزر الكناري. تم العثور على الحجر في عام 1992م بالقرب مما يسمى مونتانا دي لاس فلوريس، في بلدية إل تانكي (شمال غرب جزيرة تينيريفي).
يتخد الحجر شكل سمكة، ووفقًا لرافائيل غونزاليس أنطون مدير المتحف الأثري في تينيريفي، تظهر حروف تيفيناغ به، الأمر الذي أدى إلى اعتباره «حجر جزر الكناري الرشيد». يبدو أن حجر زناتة كان مرتبطًا بالجانب الديني والسحري للغوانش. ويرجع تاريخه إلى ما بين القرن الخامس قبل الميلاد والقرن السابع الميلادي. وقد قام رافائيل مونيوز، أستاذ الدراسات العربية الإسلامية في جامعة لاغونا بدراسة هذا الحجر.
كانت القبيلة التي ينتمي إليها غوانش تينيريفي هي زناتة، وقد ذكرت في النقوش وعلى إسمهم سمي هذا الحجر. ويمكن إعتبار هذا اللوح الصخري الذي يتواجد حاليًا في المتحف الأثري في تينيريفي (سانتا كروز دي تينيريفي) أول دليل موثوق به على الأصل الأمازيغي للغوانش.

## وصلات خارجية
- دراسة رفائييل مونيوز عن حجر زناتة